# Gran Premi d'Itàlia del 1955
Resultats del Gran Premi d'Itàlia de Fórmula 1 de la temporada 1955 disputat al circuit de Monza l'11 de setembre de 1955.

## Resultats
| Pos | No | Pilot                   | Equip                     | Voltes | Temps/ Retirada          | Pos. de sortida | Punts |
| --- | -- | ----------------------- | ------------------------- | ------ | ------------------------ | --------------- | ----- |
| 1   | 18 | Juan Manuel Fangio      | Mercedes                  | 50     | 1h 25' 04. 4             | 1               | 8     |
| 2   | 14 | Piero Taruffi           | Mercedes                  | 50     | + 0.7 s                  | 9               | 6     |
| 3   | 4  | Eugenio Castellotti     | Ferrari                   | 50     | + 46.2 s                 | 4               | 4     |
| 4   | 36 | Jean Behra              | Maserati                  | 50     | + 3' 57.5 min.           | 6               | 3     |
| 5   | 34 | Carlos Menditéguy       | Maserati                  | 49     | + 1 Volta                | 16              | 2     |
| 6   | 12 | Umberto Maglioli        | Ferrari                   | 49     | + 1 Volta                | 12              |       |
| 7   | 28 | Roberto Mieres          | Maserati                  | 48     | + 2 Voltes               | 7               |       |
| 8   | 8  | Maurice Trintignant     | Ferrari                   | 47     | + 3 Voltes               | 15              |       |
| 9   | 40 | John Fitch              | Maserati                  | 46     | + 4 Voltes               | 20              |       |
| 10  | 6  | Mike Hawthorn           | Ferrari                   | 38     | Caixa canvi              | 14              |       |
| Ret | 20 | Karl Kling              | Mercedes                  | 32     | Caixa canvi              | 3               |       |
| Ret | 30 | Luigi Musso             | Maserati                  | 31     | Caixa canvi              | 10              |       |
| Ret | 38 | Horace Gould            | Maserati                  | 31     | Suspensions              | 21              |       |
| Ret | 16 | Stirling Moss           | Mercedes                  | 27     | Motor                    | 2               | 1     |
| Ret | 26 | Jacques Pollet          | Gordini                   | 26     | Motor                    | 19              |       |
| Ret | 22 | Hernando da Silva Ramos | Gordini                   | 23     | Prob. amb el combustible | 18              |       |
| Ret | 32 | Peter Collins           | Maserati                  | 22     | Suspensions              | 11              |       |
| Ret | 42 | Harry Schell            | Vanwall                   | 7      | Suspensions              | 13              |       |
| Ret | 24 | Jean Lucas              | Gordini                   | 7      | Motor                    | 22              |       |
| Ret | 44 | Ken Wharton             | Vanwall                   | 0      | Injecció                 | 17              |       |
| NVS | 2  | Nino Farina             | Ferrari                   |        | Rodes                    | 5               |       |
| NVS | 10 | Luigi Villoresi         | Ferrari                   |        | Rodes                    | 8               |       |
| NVS |    | Luigi Piotti            | Arzani-Volpini - Maserati |        | Motor                    |                 |       |

## Altres
- Pole: Juan Manuel Fangio 2' 46. 5

- Volta ràpida: Stirling Moss 2' 46. 9 (a la volta 21)